# 蒙特費爾特羅家族
蒙特費爾特羅家族是一個中世紀至文藝復興時期的義大利貴族世家，該家族於13世紀起獲封烏爾比諾領主並持續統治著烏爾比諾公國直到1508年絕嗣為止。

## 家族起源
蒙特費爾特羅家族是由卡爾佩尼亞伯爵的一個分支所成立的，他們選擇位於里米尼費雷特里奧山（Monte Feretrio）上的聖萊奧作為家族根據地，並使用蒙特費爾特羅（da Montefeltro）作為家族姓氏。

## 家族早期歷史
家族第一個被記載的人是蒙特費爾特蘭諾一世（Montefeltrano I，1135－1202）以及他的兩個兒子布翁孔特·達·蒙特費爾特羅及塔迪奧一世·達·蒙特費爾特羅，他們是堅貞的皇帝派支持者，也因為如此，布翁孔特以及塔迪奧於1226年被神聖羅馬帝國皇帝腓特烈二世授予烏爾比諾作為他們的封地，並封他們為烏爾比諾伯爵，1247－1248年，由於腓特烈二世與教宗依諾增爵四世的紛爭及矛盾越演越烈，依諾增爵四世宣布所有腓特烈二世所設的郡縣以及忠於腓特烈二世的領地皆屬無效，這包含了塔迪奧統治的烏爾比諾，這項決議導致了兩方的武裝衝突，最後教宗派得到了勝利，腓特烈二世失利（1248年2月18日於帕爾瑪），塔迪奧、卡爾佩尼亞伯爵以及馬拉泰斯塔家族決定倒戈加入教宗派（1248年4月），但這項決定造成蒙特費爾家族的分裂，一個是由塔迪奧為首的教宗派，另一個是以他姪子，布翁孔特的兒子，烏爾比諾伯爵蒙特費爾特蘭諾二世·達·蒙特費爾特羅為首的皇帝派。
蒙特費爾特蘭諾二世的繼承者圭多一世·達·蒙特費爾特羅（1255－1286年，1293－1296年在位）在教宗與法國的戰爭中擔任弗利軍隊的隊長，教宗博義八世赦免了他在戰爭中的罪刑並僱用他來對抗科隆納家族的軍隊。
圭多的繼承者費德里科一世·達·蒙特費爾特羅（1296－1322年在位）藉由奪取聖座的土地如法諾、奧西莫、雷卡納蒂、古比奧、斯波萊托和阿西西來增加自己的領土，但他在徵收過高的稅金後遭到謀殺，烏爾比諾被教宗國控制。
費德里科一世的兒子諾爾弗·達·蒙特費爾特羅（1323－1359年在位）在父親被謀殺的隔年，於1323年宣告自己為烏爾比諾的領主，但1355年，樞機主教吉·艾瓦雷茲·卡里洛·阿爾沃諾斯作為教皇使节透過穿越整個義大利來宣揚教宗的權威，再一次的，烏爾比諾陷入教宗的控制中。諾爾弗的兒子費德里科二世·達·蒙特費爾特羅成了空有其銜的領主，但他的兒子安東尼奧二世·達·蒙特費爾特羅藉著馬爾凱及翁布里亞反抗教宗國的叛亂的優勢，恢復了對烏爾比諾統治的權威。

## 烏爾比諾公爵

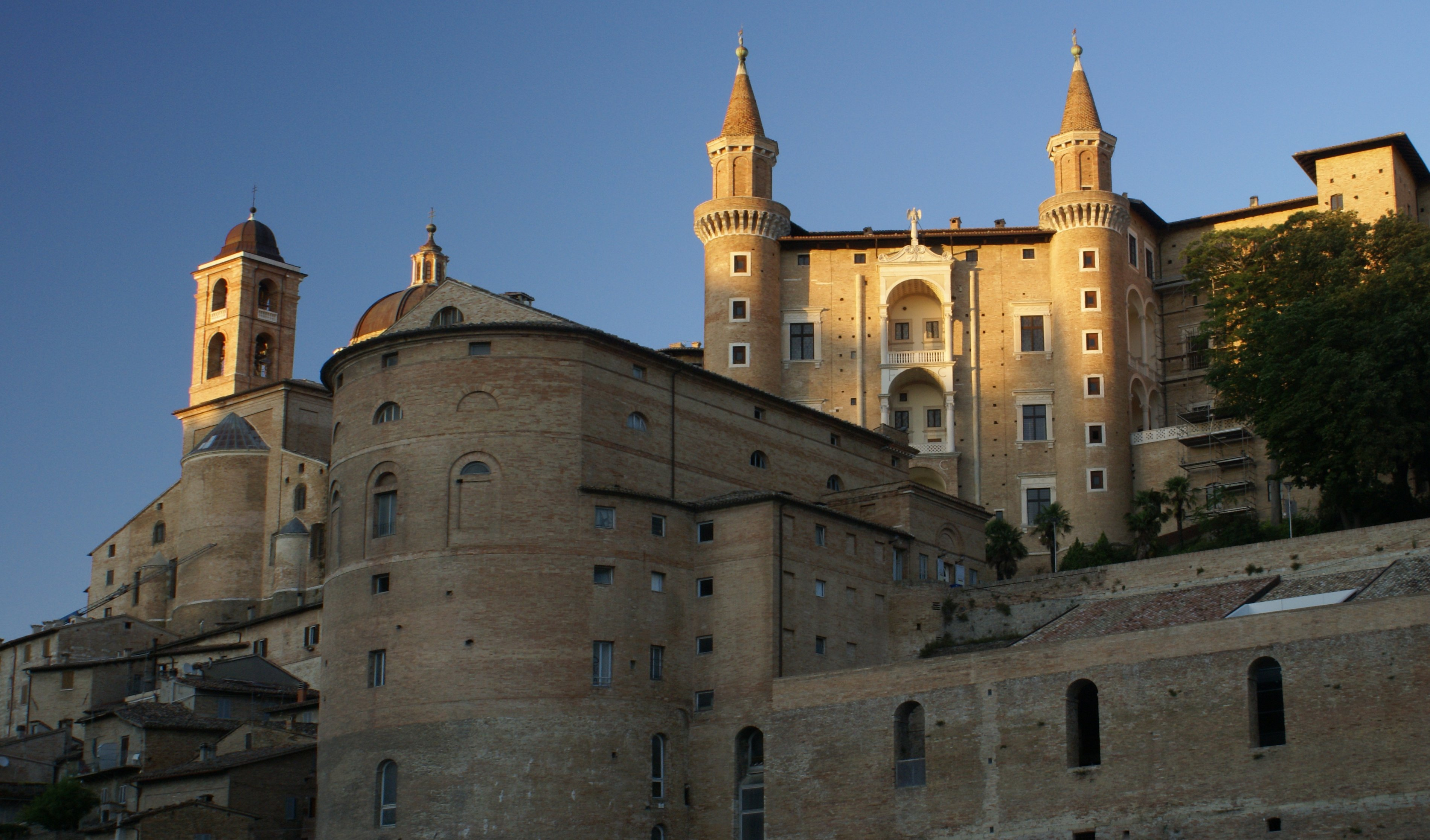
烏爾比諾公爵宮

教宗馬丁五世於1419年任命圭丹托尼奧·達·蒙特費爾特羅為烏爾比諾公國統治者，並借助他來對抗安德烈亞·弗泰布拉喬，教宗尤金四世更進一步於1443年任命圭丹托尼奧的兒子歐丹托尼奧·達·蒙特費爾特羅為烏爾比諾公爵，並確立烏爾比諾為公國的首都，歐丹托尼奧上任後致力使烏爾比諾成為義大利文藝復興的重點城市，但他只在位了1年就在宮殿中被暗殺了，公國繼任者是他的同父異母私生子弟弟費德里科三世·達·蒙特費爾特羅，費德里科不僅是文藝復興時期最成功的傭兵首領之一，也是慷慨的藝術贊助者，他在位時修建了著名的公爵宮，宮殿集結了各種藝術家、建築師、人文學者的作品及心血結晶，這些人包括萊昂·巴蒂斯塔·阿爾伯蒂、皮耶羅·德拉·弗朗切斯卡、保羅·烏切洛、佩德羅·貝魯格特、盧卡·德拉·羅比亞以及于斯特斯·范根特，費德里科也在1474年委託了弗朗切斯科·迪·喬吉奧·瑪蒂尼為他設計了許多城池，並建造了文藝復興時期最重要的圖書館之一，使烏爾比諾成為文藝復興重要的文化之都。費德里科即使生為私生子，卻不影響他的統治，他是個受人愛戴的君主並統治烏爾比諾直到他於1482年去世。
費德里科去世後，由於繼承者圭多巴爾多·達·蒙特費爾特羅過於年幼，公國由奧塔維亞諾·烏巴爾蒂尼·德拉·卡爾達（Ottaviano Ubaldini della Carda）攝政直至圭多巴爾多成年，圭多巴爾多年輕有為，但體弱多病的他在軍事作為上無法與父親匹敵，不過他對藝術仍舊是非常重視，他聘請過拉斐爾、布拉曼提諾以及盧卡·西諾萊利為他工作，而著名的詩人巴爾達薩雷·卡斯蒂利奧內的作品廷臣论更是以圭多巴爾多在位時的烏爾比諾宮廷為背景虛構出來的。

## 統治終結
圭多巴爾多統治後期正值教宗亞歷山大六世的私生子，聲勢如日中天的瓦倫蒂諾公爵切薩雷·波吉亞率領法軍掃蕩整個義大利，有將近一年的時間圭多巴爾多被迫逃離烏爾比諾而公爵頭銜也被切薩雷佔有，但在波吉亞家族失勢後於1503年得以返回。
由於圭多巴爾多沒有男嗣，他於1504年指定他的外甥，來自德拉羅維雷家族的法蘭切斯科·瑪利亞一世為繼承人，待圭多巴爾多死後，蒙特費爾特羅家族對烏爾比諾的統治至此結束。

### 引註
1. 1 2  Dal Poggetto, cit., pag. 7.

### 書目
- Herbermann, Charles George. . Robert Appleton Company. 1907  [2022-10-18]. （原始内容存档于2022-10-18） （英语）.
- Paolo Dal Poggetto, Guida alla Galleria Nazionale delle Marche nel Palazzo Ducale di Urbino, Gebart, Roma 2006.